# 사가트
사가트 (Sagat, サガット, สกัด)는 캡콤의 대전격투게임 스트리트 파이터 이후의 시리즈에서 등장하는 가공의 인물이다. 주로 거물급 인사로 등장한다.

## 설정
스트리트 파이터 시절에는 사가트가 최종보스였다.
히비키 단과 불구대천인데 히비키 단의 아버지인 히비키 고와의 대련에서 사가트는 애꾸눈이 되었으며 히비키 고는 사가트에게 살해당했기 때문이다.
애꾸눈이 된 이후에도 무에타이의 제왕으로 군림해 왔으나 류와의 대결에서 류의 승룡권을 맞고 가슴에 거대한 흉터가 생기며 류에게 생에 첫 패배를 했다. 사가트가 류에게 패하자 사가트의 제자 아돈은 사가트를 배신했다. 사가트는 류에게 패하면서 당한 기술인 승룡권에 착안하여 타이거 어퍼컷을 새로 익혔다.
이후 샤돌루라는 범죄조직에 들어가서 M. 바이슨의 부하가 되었으나 이는 류와 싸우기 위한 구실을 만들기 위해서 그렇게 했을 뿐이며 실제로 M. 바이슨이 저지르는 범죄행위에는 일절 동조하지 않았다. 이후 본인이 비뚤어짐을 느끼게 되고 결국 샤돌루를 탈퇴하고 완벽한 선역으로 거듭하게 된다.
인간 자체가 타고난 무술인일 뿐 악인은 아니며 승리를 위해 무서울 정도의 집념을 보일 뿐인게 사가트의 성격이다.

## 특징
극단적으로 큰 키를 이용해서 위와 아래로 나눠 쏠 수 있는 장풍 "타이거 샷"을 써서 이에 대한 상대의 대응을 각종 통상기로 상대한다. "타이거 어퍼컷"으로 파동승룡을 구사해 공수밸런스가 좋은 공격을 해도 되고 엄청나게 큰 키로 인해 기본기의 리치가 매우 길어서 기본기 견제에도 매우 유리하다. 때문에 스트리트 파이터 2에서는 최강의 성능을 보여주기도 했다.
스트리트 파이터의 시리즈를 거듭할수록 기술을 개량해서 출연하므로 점점 고성능화되어가는 캐릭터이다.
하지만 장풍을 반사할 수 있는 로즈에게는 천적 수준으로 고전한다.
나이는 1955년 7월 2일생 신장 226cm 98kg이다.

## 참고자료
- 스트리트 파이터 4 공식블로그 보관됨 2009-08-31 - 웨이백 머신